# جون بي. نيلسون
جون بي. نيلسون (بالإنجليزية: John B. Nelson)‏ هو سياسي أمريكي، ولد في 12 يناير 1936. حزبياً، نشط في الحزب الجمهوري. وقد انتخب عضو مجلس ولاية أريزونا.